# Zwitsers voetbalelftal in 2007
Het Zwitsers voetbalelftal speelde tien officiële interlands in het jaar 2007, alle vriendschappelijk. Bondscoach was Köbi Kuhn, die aantrad in 2001. Op de in 1993 geïntroduceerde FIFA-wereldranglijst zakte Zwitserland in 2007 van de 17de (januari 2007) naar de 44ste plaats (december 2007).

## Balans
| Wedstrijden | Wedstrijden | Wedstrijden | Wedstrijden | Doelpunten | Doelpunten | Doelpunten | Punten |
| Gespeeld    | Winst       | Gelijk      | Verlies     | Voor       | Tegen      | Saldo      | Punten |
| ----------- | ----------- | ----------- | ----------- | ---------- | ---------- | ---------- | ------ |
| 13          | 7           | 1           | 5           | 21         | 16         | +5         | 1.154  |

## Interlands
|                                                                 |                                                     |       |                    |                                                                              |
| 7 februari Vriendschappelijk № 668 «onderlinge duels» 20:00 uur | Duitsland                                           | 3 – 1 | Zwitserland        | LTU Arena, Düsseldorf Toeschouwers: 51.333 Scheidsrechter: Ruud Bossen (NED) |
| 7 februari Vriendschappelijk № 668 «onderlinge duels» 20:00 uur | Kevin Kurányi 7' Mario Gómez 30' Torsten Frings 66' |       | 71' Marco Streller | LTU Arena, Düsseldorf Toeschouwers: 51.333 Scheidsrechter: Ruud Bossen (NED) |

|                                                               |         |                                    |             |                                                                                       |
| 22 maart Vriendschappelijk № 671 «onderlinge duels» 18:15 uur | Jamaica | 0 – 2                              | Zwitserland | Lockhart Stadium, Fort Lauderdale Toeschouwers: 3.254 Scheidsrechter: Alex Prus (USA) |
| 22 maart Vriendschappelijk № 671 «onderlinge duels» 18:15 uur |         | 7' Marco Streller 12' Gökhan Inler |             | Lockhart Stadium, Fort Lauderdale Toeschouwers: 3.254 Scheidsrechter: Alex Prus (USA) |

|                                                               |                                                     |       |                           |                                                                            |
| 25 maart Vriendschappelijk № 670 «onderlinge duels» 18:30 uur | Colombia                                            | 3 – 1 | Zwitserland               | Orange Bowl, Miami Toeschouwers: 16.000 Scheidsrechter: Terry Vaughn (USA) |
| 25 maart Vriendschappelijk № 670 «onderlinge duels» 18:30 uur | Edixon Perea 5' Jhon Viáfara 57' Andrés Chitiva 85' |       | 39' (pen.) Alexander Frei | Orange Bowl, Miami Toeschouwers: 16.000 Scheidsrechter: Terry Vaughn (USA) |

|                                                             |                    |       |                  |                                                                                   |
| 2 juni Vriendschappelijk № 671 «onderlinge duels» 20:30 uur | Zwitserland        | 1 – 1 | Argentinië       | St. Jakob-Park, Basel Toeschouwers: 29.000 Scheidsrechter: Domenico Messina (ITA) |
| 2 juni Vriendschappelijk № 671 «onderlinge duels» 20:30 uur | Marco Streller 64' |       | 49' Carlos Tévez | St. Jakob-Park, Basel Toeschouwers: 29.000 Scheidsrechter: Domenico Messina (ITA) |

|                                                                  |                                                       |       |                |                                                                                    |
| 22 augustus Vriendschappelijk № 672 «onderlinge duels» 20:30 uur | Zwitserland                                           | 2 – 1 | Nederland      | Stade de Genève, Genève Toeschouwers: 24.000 Scheidsrechter: Laurent Duhamel (FRA) |
| 22 augustus Vriendschappelijk № 672 «onderlinge duels» 20:30 uur | Tranquillo Barnetta 9' (pen.) Tranquillo Barnetta 51' |       | 52' Dirk Kuijt | Stade de Genève, Genève Toeschouwers: 24.000 Scheidsrechter: Laurent Duhamel (FRA) |

|                                                                  |                                            |       |                    |                                                                                      |
| 7 september Vriendschappelijk № 673 «onderlinge duels» 18:00 uur | Zwitserland                                | 2 – 1 | Chili              | Ernst-Happel-Stadion, Wenen Toeschouwers: 2.500 Scheidsrechter: Fritz Stuchlik (AUT) |
| 7 september Vriendschappelijk № 673 «onderlinge duels» 18:00 uur | Tranquillo Barnetta 13' Marco Streller 55' |       | 44' Alexis Sánchez | Ernst-Happel-Stadion, Wenen Toeschouwers: 2.500 Scheidsrechter: Fritz Stuchlik (AUT) |

|                                                                   |                                                                                             |       |                                                              |                                                                                          |
| 11 september Vriendschappelijk № 674 «onderlinge duels» 20:15 uur | Japan                                                                                       | 4 – 3 | Zwitserland                                                  | Wörthersee Stadion, Klagenfurt Toeschouwers: 19.500 Scheidsrechter: Stefan Messner (AUT) |
| 11 september Vriendschappelijk № 674 «onderlinge duels» 20:15 uur | Shunsuke Nakamura 53' (pen.) Seiichiro Maki 68' Shunsuke Nakamura 78' (pen.) Kisho Yano 90' |       | 11' Ludovic Magnin 13' (pen.) Blaise Nkufo 81' Johan Djourou | Wörthersee Stadion, Klagenfurt Toeschouwers: 19.500 Scheidsrechter: Stefan Messner (AUT) |

|                                                                 |                                       |       |                    |                                                                                   |
| 13 oktober Vriendschappelijk № 675 «onderlinge duels» 20:30 uur | Zwitserland                           | 3 – 1 | Oostenrijk         | Letzigrund Stadion, Zürich Toeschouwers: 22.500 Scheidsrechter: Alain Hamer (LUX) |
| 13 oktober Vriendschappelijk № 675 «onderlinge duels» 20:30 uur | Marco Streller 2' 55' Hakan Yakin 36' |       | 11' René Aufhauser | Letzigrund Stadion, Zürich Toeschouwers: 22.500 Scheidsrechter: Alain Hamer (LUX) |

|                                                                 |             |                     |                  |                                                                                     |
| 17 oktober Vriendschappelijk № 676 «onderlinge duels» 20:30 uur | Zwitserland | 0 – 1               | Verenigde Staten | St. Jakob Park, Bazel Toeschouwers: 16.500 Scheidsrechter: Frank De Bleeckere (BEL) |
| 17 oktober Vriendschappelijk № 676 «onderlinge duels» 20:30 uur |             | 86' Michael Bradley |                  | St. Jakob Park, Bazel Toeschouwers: 16.500 Scheidsrechter: Frank De Bleeckere (BEL) |

|                                                                  |             |                |         |                                                                                  |
| 20 november Vriendschappelijk № 677 «onderlinge duels» 20:45 uur | Zwitserland | 0 – 1          | Nigeria | Letzigrund Stadion, Zürich Toeschouwers: 12.700 Scheidsrechter: Ivan Bebek (CRO) |
| 20 november Vriendschappelijk № 677 «onderlinge duels» 20:45 uur |             | 79' Taye Taiwo |         | Letzigrund Stadion, Zürich Toeschouwers: 12.700 Scheidsrechter: Ivan Bebek (CRO) |

## FIFA-wereldranglijst
| JAN | FEB | MAR | APR | MEI | JUN | JUL | AUG | SEP | OKT | NOV | DEC |
| --- | --- | --- | --- | --- | --- | --- | --- | --- | --- | --- | --- |
| 17  | 14  | 17  | 20  | 21  | 25  | 45  | 45  | 42  | 41  | 44  | 44  |

## Statistieken
| Diego Benaglio       | 1983-09-08 | VfL Wolfsburg       | 4  | 0 | 0 | 8  | 0  |
| Fabio Coltorti       | 1980-12-03 | Racing Santander    | 3  | 0 | 0 | 8  | 0  |
| Pascal Zuberbühler   | 1971-01-08 | Neuchâtel Xamax     | 3  | 0 | 0 | 50 | 0  |
| Verdediging          |            |                     |    |   |   |    |    |
| Ludovic Magnin       | 1979-04-20 | VfB Stuttgart       | 10 | 0 | 1 | 48 | 3  |
| Philippe Senderos    | 1985-02-14 | Arsenal             | 8  | 0 | 0 |    |    |
| Philipp Degen        | 1983-02-15 | Borussia Dortmund   | 6  | 0 | 0 |    |    |
| Johan Djourou        | 1987-01-18 | Arsenal             | 5  | 3 | 1 |    |    |
| Stephan Lichtsteiner | 1984-01-16 | Lille OSC           | 2  | 5 | 0 |    |    |
| Stéphane Grichting   | 1979-03-30 | AJ Auxerre          | 2  | 2 | 0 | 15 | 0  |
| Patrick Müller       | 1976-12-17 | Olympique Lyon      | 2  | 1 | 0 | 76 | 3  |
| Steve von Bergen     | 1983-06-10 | Hertha BSC          | 2  | 1 | 0 |    |    |
| Christoph Spycher    | 1978-03-30 | Eintracht Frankfurt | 1  | 9 | 0 |    |    |
| Mario Eggimann       | 1981-01-24 | Karlsruher SC       | 1  | 2 | 0 | 3  | 0  |
| Reto Ziegler         | 1986-01-16 | Sampdoria           | 0  | 1 | 0 |    |    |
| Middenveld           |            |                     |    |   |   |    |    |
| Tranquillo Barnetta  | 1985-05-22 | Bayer 04 Leverkusen | 9  | 1 | 3 |    |    |
| Gökhan İnler         | 1984-06-27 | Udinese             | 9  | 1 | 1 |    |    |
| Xavier Margairaz     | 1984-01-07 | CA Osasuna          | 7  | 1 | 0 |    |    |
| Hakan Yakın          | 1977-02-22 | BSC Young Boys      | 4  | 6 | 1 |    |    |
| Valon Behrami        | 1985-04-19 | Lazio Roma          | 4  | 1 | 0 |    |    |
| Gelson Fernandes     | 1986-09-02 | Manchester City     | 3  | 1 | 0 | 4  | 0  |
| Fabio Celestini      | 1975-10-30 | Getafe CF           | 2  | 2 | 0 |    |    |
| Benjamin Huggel      | 1977-07-07 | FC Basel            | 1  | 3 | 0 |    |    |
| Ricardo Cabanas      | 1979-01-17 | Grasshopper Club    | 1  | 2 | 0 |    |    |
| Blerim Džemaili      | 1986-04-12 | Bolton Wanderers    | 1  | 1 | 0 |    |    |
| Raphaël Wicky        | 1977-04-26 | FC Sion             | 1  | 0 | 0 |    |    |
| Johann Vogel         | 1977-03-08 | Blackburn Rovers    | 1  | 0 | 0 | 94 | 2  |
| Aanval               |            |                     |    |   |   |    |    |
| Johan Vonlanthen     | 1986-02-01 | Red Bull Salzburg   | 5  | 3 | 0 |    |    |
| Marco Streller       | 1981-06-18 | FC Basel            | 4  | 4 | 6 |    |    |
| Blaise Nkufo         | 1975-05-25 | FC Twente           | 4  | 2 | 1 |    |    |
| Alexander Frei       | 1979-07-15 | Borussia Dortmund   | 3  | 0 | 1 | 56 | 32 |
| David Degen          | 1983-02-15 | FC Basel            | 1  | 4 | 0 |    |    |
| Daniel Gygax         | 1981-08-28 | FC Metz             | 1  | 1 | 0 |    |    |
| Alberto Regazzoni    | 1983-05-04 | BSC Young Boys      | 0  | 1 | 0 | 3  | 0  |